# Some Friendly
Some Friendly è il primo album in studio dei Charlatans, band alternative rock inglese, pubblicato nel 1990. Il 17 maggio 2010 l'album è stato edito nuovamente in versione deluxe con brani esclusi originariamente dall'album, sessioni radiofoniche e b-side.

## Storia
Dopo essersi formata nel 1988, la band ha subito dei cambiamenti di formazione; ha pubblicato il suo primo singolo, Indian Rope, all'inizio del 1990 e, poco dopo, firmarono un contratto con la Beggars Banquet Records e hanno iniziato a registrare il loro primo album. Tra marzo e agosto 1990 si sono svolte delle sessioni con il produttore Chris Nagle presso gli Strawberry Studios di Stockport e The Windings di Wrexham.
Nel maggio 1990, il brano The Only One I Know fu pubblicato come singolo e fece guadagnare ai Charlatans la loro prima apparizione nel programma musicale della BBC Television Top of the Pops e la band intraprese il suo primo tour nel Regno Unito. Dopo il loro primo spettacolo all'estero nell'agosto 1990, il brano "Then" fu pubblicato come secondo singolo nel settembre 1990. La band suonò diversi spettacoli negli Stati Uniti e fu costretta a inserire "UK" nel nome a causa di una band americana omonima. I Charlatans conclusero il 1990 con un tour nel Regno Unito e nell'Europa continentale con il supporto di Intastella. All'inizio del 1991 intrapresero un nuovo tour negli Stati Uniti in concomitanza con l'uscita di "Sproston Green" come singolo nel febbraio 1991.

## Accoglienza
L'album entrò direttamente al primo posto nella classifica britannica degli album il 20 ottobre del 1990 e le canzoni The Only One I Know e Then pubblicate come singoli raggiunsero rispettivamente il nono e il dodicesimo posto nelle pop chart britanniche.

## Tracce

### Versione originale
1. "You're Not Very Well" (Baker, Blunt, Brookes, Burgess, Collins) – 3:31
2. "White Shirt" (Blunt, Burgess, Collins) – 3:25
3. "The Only One I Know" (Baker, Blunt, Brookes, Burgess, R. Collins) – 3:58
4. "Opportunity" (Blunt, Brookes, Burgess) – 6:41
5. "Then" (Blunt, Brookes, Burgess, Collins) – 4:11
6. "109 Pt.2" (Blunt, Brookes, Burgess, Collins) – 3:18
7. "Polar Bear" (Baker, Blunt, Brookes, Burgess, Collins) – 4:56
8. "Believe You Me" (Blunt, Brookes, Burgess, Collins) – 3:41
9. "Flower" (Baker, Blunt, Burgess, Collins) – 5:27
10. "Sonic" (Brookes, Burgess, Collins) – 3:32
11. "Sproston Green" (Baker, Blunt, Burgess, Collins) – 5:08

### Versione deluxe
CD 1
1. You're Not Very Well
2. White Shirt
3. Opportunity
4. Then
5. 109 pt.2
6. Polar Bear
7. Believe You Me
8. Flower
9. Sonic
10. Sproston Green

CD 2
1. The Only One I Know (Baker, Blunt, Brookes, Burgess, R. Collins)
2. Imperial 109 (Baker, Blunt, Brookes, Burgess, R. Collins)
3. Everything Changed (Baker, Blunt, Brookes, Burgess, R. Collins)
4. Then (Peel Session) (Blunt, Brookes, Burgess, R. Collins)
5. Always In Mind ([Peel Session])(Baker, Blunt, Brookes, Burgess, R. Collins)
6. You Can Talk To Me (Peel Session)(Baker, Blunt, Brookes, Burgess, R. Collins)
7. Polar Bear (Peel Session)(Baker, Blunt, Brookes, Burgess, R. Collins)
8. Some Friendly ([Mark Goodier] Session)(Baker, Blunt, Brookes, Burgess, R. Collins)
9. Indian Rope (Mark Goodier Session) (Baker, Blunt, Brookes, Burgess, R. Collins)
10. The Only One I Know (Mark Goodier Session) (Baker, Blunt, Brookes, Burgess, R. Collins)
11. White Shirt (Mark Goodier Session) (Blunt, Burgess, R. Collins)
12. Then (Alternate Take) (Blunt, Brookes, Burgess, R. Collins)
13. Taurus Moaner (Baker, Blunt, Brookes, Burgess, R. Collins)
14. Polar Bear (12" Mix) (Baker, Blunt, Brookes, Burgess, R. Collins)
15. Over Rising (Baker, Blunt, Brookes, Burgess, R. Collins)
16. Way Up There (Baker, Blunt, Brookes, Burgess, R. Collins)
17. Happen to Die (Baker, Blunt, Brookes, Burgess, R. Collins)
18. Opportunity Three (Blunt, Brookes, Burgess)

Versione per il download digitale
1. The Only One I Know (Baker, Blunt, Brookes, Burgess, R. Collins)
2. Imperial 109 (Baker, Blunt, Brookes, Burgess, R. Collins)
3. Everything Changed (Baker, Blunt, Brookes, Burgess, R. Collins)
4. Then (Alternate Take) (Blunt, Brookes, Burgess, R. Collins)
5. Taurus Moaner (Baker, Blunt, Brookes, Burgess, R. Collins)
6. Polar Bear (12" Mix) (Baker, Blunt, Brookes, Burgess, R. Collins)
7. Over Rising (Baker, Blunt, Brookes, Burgess, R. Collins)
8. Way Up There (Baker, Blunt, Brookes, Burgess, R. Collins)
9. Happen to Die (Baker, Blunt, Brookes, Burgess, R. Collins)
10. Opportunity Three (Blunt, Brookes, Burgess)
11. The Only One I Know (12" mix) (Baker, Blunt, Brookes, Burgess, R. Collins)
12. Then (7" mix) (Blunt, Brookes, Burgess, R. Collins)
13. Taurus Moaner (instrumental) (Baker, Blunt, Brookes, Burgess, R. Collins)
14. Sproston Green (instrumental) (Baker, Blunt, Burgess, R. Collins)

## Formazione[4]
- Tim Burgess - voce solista
- John Baker  - chitarra
- Rob Collins - tastiere
- Martin Blunt - basso elettrico
- Jon Brookes - batteria